# Fryderyka Karolina z Hesji-Darmstadt
Fryderyka Karolina Luiza z Hesji-Darmstadt (ur. 20 sierpnia 1752 w Darmstadt, zm. 22 maja 1782 w Hanowerze) – księżniczka Hesji-Darmstadt, przez małżeństwo księżna Meklemburgii-Strelitz.
Fryderyka Karolina była córką Jerzego Wilhelma z Hesji-Darmstadt (drugiego syna Ludwika VIII) i Marii Luizy Albertyny von Leiningen-Dagsburg-Falkenburg. 18 września 1768 w Darmstadt wyszła za mąż za Karola II, wielkiego księcia Meklemburgii-Strelitz. Zmarła po urodzeniu ostatniego dziecka.

## Dzieci
- Charlotta Józefina Luiza (ur. 17 listopada 1769, zm. 14 maja 1818), od 1785 żona Fryderyka, księcia Saksonii-Hildburghausen, syna Ernesta Fryderyka III
- Karolina Augusta (ur. 17 lutego 1771, zm. 11 stycznia 1773)
- Jerzy Karol Fryderyk (ur. 4 marca 1772, zm. 21 maja 1773)
- Teresa Matylda Amalia (ur. 5 kwietnia 1773, zm. 12 lutego 1839), od 1789 żona Karola Aleksandra, księcia Thurn und Taxis
- Fryderyk Jerzy Karol (ur. 1 września 1775, zm. 5 listopada 1775)
- Luiza Augusta Wilhelmina (ur. 10 marca 1776, zm. 19 lipca 1810), od 1793 żona przyszłego Fryderyka Wilhelma III Hohenzollerna, króla Prus
- Fryderyka Karolina Zofia (ur. 2 marca 1778, zm. 29 lipca 1841), żona (1) Ludwika Karola, księcia Prus, (2) Fryderyka Wilhelma, księcia Solms-Braunfels, (3) Ernesta Augusta I, króla Hanoweru
- Jerzy Fryderyk Karol, wielki książę Meklemburgii-Strelitz (ur. 12 sierpnia 1779, zm. 6 września 1860), od mąż 1817 Marii z Hesji-Kassel
- Fryderyk Karol Ferdynand (ur. 7 stycznia 1781, zm. 24 marca 1783)
- Augusta Albertyna (ur. 19 maja 1782, zm. 20 maja 1782)